# Wrap Your Arms Around Me (nummer)
"Wrap Your Arms Around Me" is de tweede single van het gelijknamige soloalbum van voormalig ABBA-zangeres Agnetha Fältskog.
"Wrap Your Arms Around Me" was Fältskogs tweede solo-single na "The Heat Is On". De single bereikte nummer 1 in de Vlaamse Ultratop 50. In de Nederlandse Top 40 kwam het tot een vijfde plek. In de UK Singles Chart bleef het lied steken op plek 44.
De B-kant van de single is het door Tomas Ledin geschreven nummer "Take Good Care of Your Children".
Ook in 1983 had Bonnie St. Claire een hit (#13 in de Top 40) in Nederland met de hertaling "Sla je arm om me heen". Beide versies van het nummer kwamen op 30 juli van dat jaar binnen in de Top 40 en bleven zeven weken in de lijst staan.

## NPO Radio 2 Top 2000
| Nummer met noteringen in de NPO Radio 2 Top 2000 | '02  | '03  | '04  | '05  | '06  | '07  | '08  |
| ------------------------------------------------ | ---- | ---- | ---- | ---- | ---- | ---- | ---- |
| Wrap Your Arms Around Me                         | 1391 | 1250 | 1124 | 1198 | 1825 | 1476 | 1461 |

1. ↑  Een vetgedrukt getal geeft de hoogste notering aan.
2. ↑  2002 was het eerste jaar met een notering voor dit nummer.
3. ↑  Deze tabel is bijgewerkt tot en met de laatste editie (2024).